# Biggar, Saskatchewan
Biggar är en ort i Kanada.   Den ligger i provinsen Saskatchewan, i den centrala delen av landet, 2 500 km väster om huvudstaden Ottawa. Biggar ligger 661 meter över havet och antalet invånare är 2 068.
Terrängen runt Biggar är platt. Runt Biggar är det glesbefolkat, med 15 invånare per kvadratkilometer..
Trakten runt Biggar består till största delen av jordbruksmark.